# Smolnik, Dobrova - Polhov Gradec
Smolnik je majhno naselje v osrčju Polhograjskega hribovja. Značilno je, da je vas razpršena na zgornji in spodnji Smolnik. Celoten del Smolnika spada pod krajevno skupnost Črni vrh. Dolini, kjer se stikata vasi Smolnik in Setnik domačini pravijo Zalog. Spodnji del Smolnika spada pod okrožje PGD Zalog pri Polhovem Gradcu.
Zalog je imel pred leti tudi svojo zadrugo, ki je danes ni več. Vas je dobila ime po "zalogi" saj so skozi tovorili hlodovino in jo ponavadi tu založili, da so lahko z manj tovora nadaljevali pot čez Črni vrh v Poljansko dolino.
Smolnik je naselje v Občini Dobrova-Polhov Gradec.